# Corporación Unificada Nacional de Educación Superior
La Corporación Unificada Nacional de Educación Superior (CUN) es una Universidad privada de Colombia, con sede principal en Bogotá. Fue fundada en 1983.
Cuenta con las escuelas de: Ingeniería, Ciencias Sociales y Jurídicas, Negocios y Ciencias Económicas, Ciencias Administrativas y Comunicación y Bellas Artes, en las modalidades de estudio presencial, virtual y a distancia.

## Historia

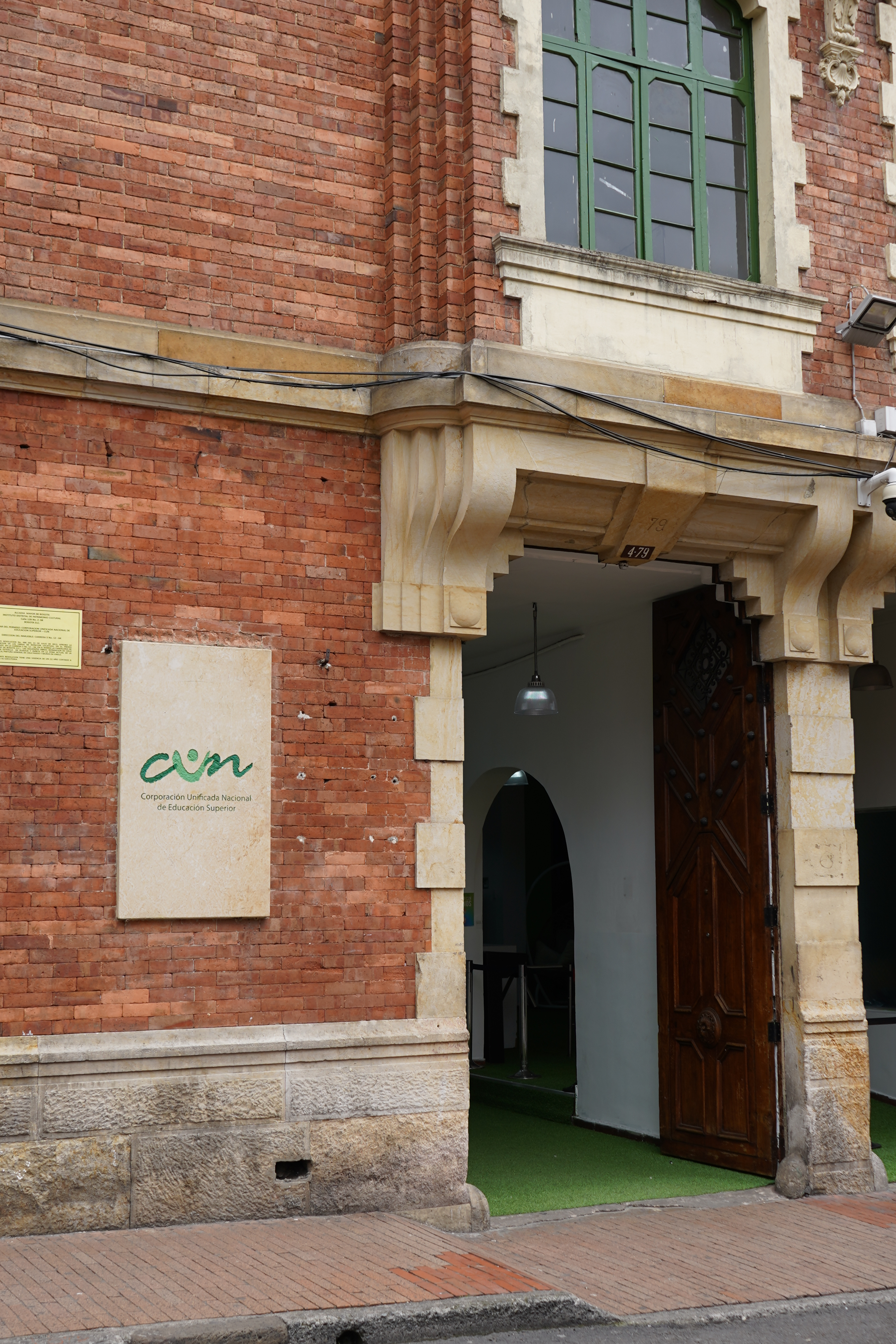
Sede A ubicada en La candelaria, Bogotá

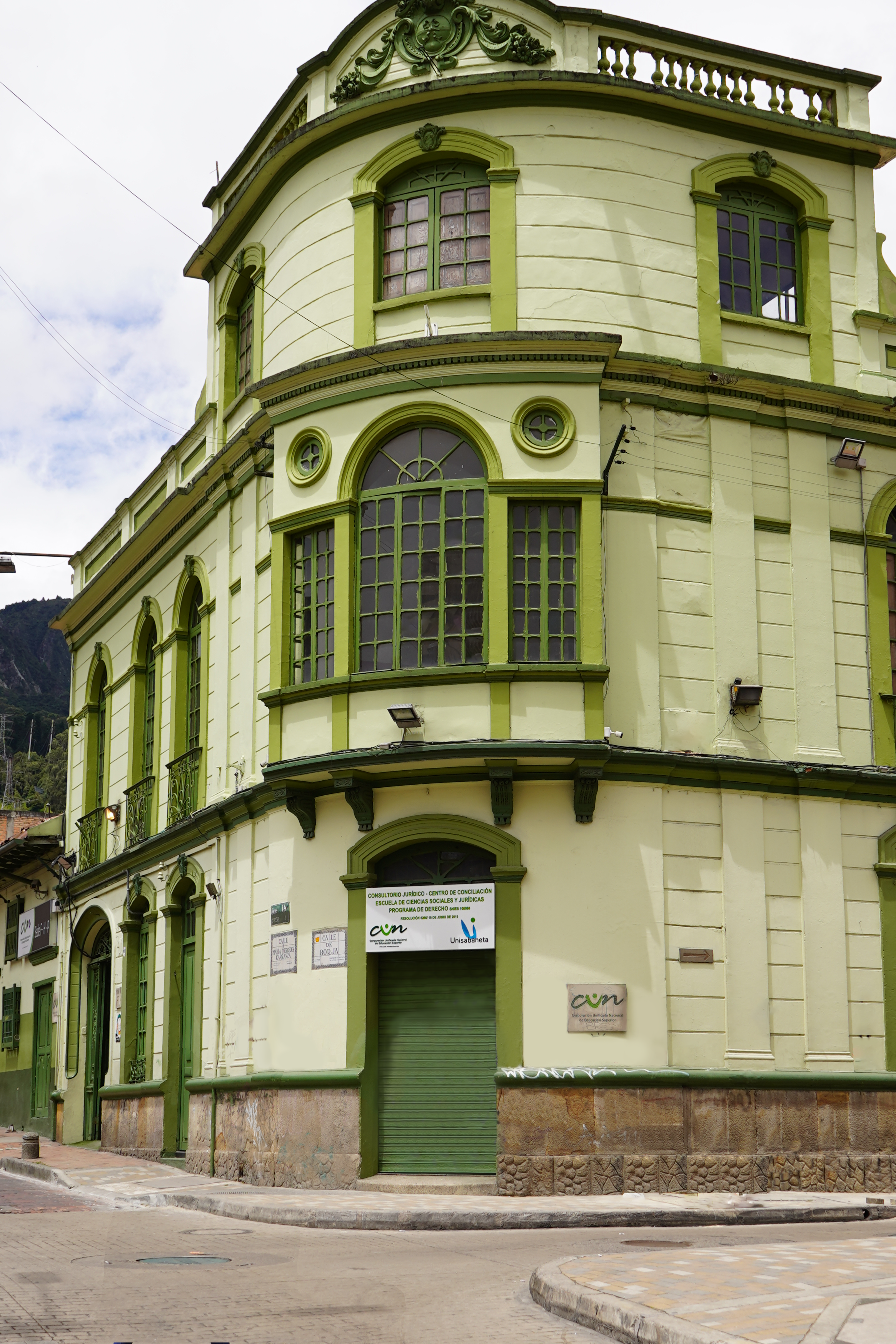
Sede F ubicada en La Candelaria, Bogotá.

La Corporación Unificada Nacional de Educación Superior - CUN, fue creada en el año 1976 como Academia de Ejecutivos, con actividades de capacitación que se enfocaban a la administración de empresas, hotelería, turismo y cocina.
En el año 1979, esta institución presenta ante el Ministerio de Educación Nacional una propuesta para redefinirse como un instituto de carreras intermedias llamado Centro Universitario Nacional, en 1980, cambia de manera definitiva su nombre a Corporación Unificada Nacional de Educación Superior - CUN, nombre con el que aún sigue vigente. Con el tiempo, esta entidad fue clasificada como técnica profesional permitiéndole ofrecer nuevos programas. En 1983, la CUN ya ofrecía 17 programas académicos en distintos municipios del país y ya para 1993 recibió el reconocimiento por parte de la personería jurídica del Ministerio de Educación Nacional como institución de Educación Superior a través de la resolución 1379. En el año 2005 a través de la resolución 6218 se redefine el ofrecimiento de programas por ciclos propedéuticos.
La institución implementó una estrategia de ampliación de cobertura después de las Leyes 30 de 1992 y 115 de 1994, estableciendo sedes en diferentes regiones del país: Santa Marta, Sahagún, Sincelejo, Montería, Ibagué, Neiva, Puerto Asís, Florencia, Puerto Rico, Granada, Ipiales, Túquerres, Santiago de Tolú, Villavicencio y Soacha.
En el año 2000, implementaron la modalidad de educación a distancia, llegando a 45 municipios en Colombia. De esta manera la CUN ha logrado consolidarse como proyecto educativo con un motor de transformación social a través del uso de las TIC.
Esta institución redefinió su oferta de programas a partir de la Ley 749 en el año 2002, lo que permitió ampliar los programas tecnológicos y universitarios para brindar más oportunidades de crecimiento a los egresados. En el año 2005, la propuesta fue aprobada por el Ministerio de Educación Nacional. Además, se aprobaron cinco programas a distancia diseñados por ciclos propedéuticos en el 2008.
Gracias a estos cambios y a las normas que fueron surgiendo, la CUN se permitió ampliar su oferta académica durante los años 2009 y 2012, ofreciendo un total de 168 programas en diferentes áreas y niveles de formación, distribuidos en modalidad presencial, virtual y a distancia.
En el año 2013, esta institución diseñó un modelo de educación virtual, lo que le permitió ampliar su propuesta educativa en pregrados y posgrados. En el año 2015, logró obtener una aprobación en los programas: Administración Pública, Administración de Empresas Agroindustriales, Dirección y Producción de Medios Audiovisuales e Ingeniería de Sistemas, articulados por ciclos propedéuticos logrando así matrículas más accesibles. También, en este mismo año decidieron ofrecer posgrados en modalidad virtual, obteniendo registros calificados para dos especializaciones que aún siguen vigentes: Paz y Desarrollo Territorial, y Gerencia para la Industria de la Moda.
Durante los últimos 4 años, la institución ha aprovechado la oportunidad de diseñar y desarrollar programas académicos en registro único, ahora cuenta con registros aprobados en Comunicación Social por ciclos propedéuticos, y ha propuesto al Ministerio de Educación registros únicos para otras carreras. Se ha ampliado la oferta de posgrados y actualmente cuenta con 6 especializaciones en modalidad virtual.
Evolución de la CUN
La Corporación Unificada Nacional de Educación Superior (CUN) ha experimentado varios cambios desde su creación en 1976 como academia de ejecutivos hasta la actualidad:
- 1976-1980: Inicios como academia de ejecutivos con enfoque en Administración de Empresas, Hotelería y Turismo, y Cocina.
- 1980-1992: Se redefine como Instituto de Carreras Intermedias (Centro Universitario Nacional) y posteriormente como Corporación Unificada Nacional de Educación Superior (CUN) debido a regulaciones del ICFES. Comienza a ofrecer programas técnicos y profesionales.
- 1992-2005: Expansión significativa tras la Ley 30 de 1992 y la Ley 115 de 1994, estableciendo múltiples sedes en diferentes regiones de Colombia. Se incorporan programas por ciclos propedéuticos y se implementa la educación a distancia en el año 2000, llegando a 45 municipios.
- 2005-2012: Aprobación y expansión de programas tecnológicos y universitarios, aumentando la oferta académica a 168 programas en modalidades presencial, virtual y a distancia.
- 2013-2024: Continúa la expansión de la oferta de programas académicos CUN con un enfoque fuerte en la educación virtual. Se aprueban nuevos programas de pregrado y posgrado, y se desarrollan especializaciones en áreas como Paz y Desarrollo Territorial, y Gerencia para la Industria de la Moda.

## Escuelas y Programas Académicos
La oferta académica de la CUN se distribuye en cuatro Escuelas, las cuales agrupan los diferentes programas académicos de pregrado y posgrado, para todas las modalidades: 
Escuela de Ingeniería, que cuenta con los pregrados en Ingeniería Electrónica, Ingeniería de Sistemas e Ingeniería Industrial y las Especializaciones en Gestión de Tecnologías de Información, Transformación Digital y Analítica de Datos.
Escuela de Ciencias Sociales, Jurídicas y Gobierno que cuenta con el pregrado de Derecho en convenio con la Unisabaneta, Administración Pública y la Especialización en Paz y Desarrollo Territorial.
Escuela de Transformación Empresarial, cuyos programas son Administración de Empresas, Administración de Empresas Agroindustriales, Administración de la Seguridad Social, Administración de Servicios de Salud, Administración Deportiva, Contaduría Pública, Publicidad y Mercadeo y la Especialización en Gerencia de la Marca.
Escuela de Diseño y Comunicación, que cuenta con los pregrados de Comunicación Social, Dirección y Producción de Medios Audiovisuales, Diseño de Modas, Diseño Gráfico y con la especialización en Gerencia para la Industria de la Moda.

## Sedes
En Colombia
Sedes en Bogotá:
- Están ubicadas en la capital colombiana.
- En ellas se ofrece una amplia variedad de programas académicos como administración de empresas, ingeniería, salud, comunicación y tecnología.
- Las instalaciones cuentan con aulas equipadas, laboratorios especializados, bibliotecas, áreas deportivas y de recreación, así como servicios de apoyo estudiantil.
- Los servicios en estas sedes se ofrecen en modalidad presencial, semipresencial y virtual para mayor flexibilidad.

Sedes en el Caribe:
- Se encuentran en la región caribe colombiana, en las ciudades de Barranquilla y Cartagena.
- En ellas se ofrecen programas adaptados a las necesidades económicas y culturales de la región cubriendo áreas como turismo, gestión ambiental y negocios internacionales.
- Sus instalaciones generalmente incluyen laboratorios para las carreras técnicas y tecnológicas, bibliotecas y espacios para actividades culturales.

Sedes en el Eje Cafetero:
- Se encuentran ubicadas en las ciudades de Manizales, Pereira y Armenia en el eje cafetero colombiano.
- En ellas el enfoque académico se centra en áreas como la agronomía, administración agroindustrial, turismo sostenible y economía regional.
- Sus instalaciones pueden incluir laboratorios agrícolas, centros de investigación en agroindustria y espacios para el estudio de la flora y fauna de la región.

Sedes en los Santanderes:
- Están ubicadas en las ciudades de Bucaramanga y Cúcuta.
- Ofrece programas en áreas como energías renovables, ingeniería civil, salud pública y gestión empresarial.
- Sus instalaciones cuentan con laboratorios especializados en ingeniería y salud, bibliotecas con recursos específicos y áreas deportivas.

Zona Centro, Zona Oriental y Zona Sur:
- Cubre la zona central colombiana (oriente y suroriente)
- Los programas que ofrece tienen énfasis en agricultura, recursos naturales, desarrollo comunitario y gestión empresarial.
- Sus instalaciones incluyen laboratorios técnicos, bibliotecas y áreas de recreación.

Telecampus:
- Son espacios innovadores, multitarea y adaptables. Pensados en favorecer la interacción del trabajo colaborativo tanto digital como presencial de los estudiantes de la CUN.

## Bibliotecas
La CUN cuenta con: Phygital Space, un espacio de recursos y herramientas bibliográficas en formato físico y digital, donde los usuarios tienen alcance a: búsqueda y recuperación de información especializada, programas de formación a usuarios, participación en actividades culturales, uso de casilleros y demás servicios o actividades que desde Phygital Space se programen para los usuarios.
Dentro de los espacios disponibles para la accesibilidad de los diferentes servicios se cuenta con:
Bibliotecas físicas
- Bogotá Sede Centro
- Bogotá sede Sur
- Bogotá sede Fontibón
- Santa Marta
- Montería
- Sincelejo
- Florencia
- Ibagué
- Neiva

Bibliotecas virtuales
- Bases de datos: 16
- Libros digitales: 13
- Herramientas bibliográficas: 8
- Laboratorios virtuales: 1

## Reconocimientos
Grupos de deporte
La CUN cuenta con diversos grupos de formación deportiva y cultural, con los que ha podido destacarse en los últimos 10 años gracias a los reconocimientos de diferentes torneos interuniversitarios distritales y nacionales como Copa U, Grupo Cerros, Copa Bogotá U, Ascun, entre otros. 
Actualmente cuenta con grupos representativos de disciplinas deportivas como Voleibol, Baloncesto y Fútbol sala en rama masculina y femenina, en los que se han destacado en los diferentes torneos interinstitucionales como Copa Bogotá U y Grupo Cerros. 
Los premios que se han ganado en los períodos anteriores son:
1. Subcampeón Baloncesto masculino torneo Copa Bogotá U (2023).
2. Subcampeón Voleibol masculino torneo Copa Bogotá U (2023).
3. Campeón Fútbol sala masculino torneo Copa Bogotá U (2023).
4. Campeón Baloncesto femenino torneo Copa Bogotá U (2024).
5. Subcampeón Baloncesto masculino torneo Copa Bogotá U (2024).
6. Subcampeón Voleibol masculino torneo Copa Bogotá U (2024).
7. Subcampeón Fútbol sala masculino torneo Copa Bogotá U (2024).

## Investigación
Desde el 2018 la CUN destina proyectos científicos a crear nuevos saberes que logren hallar soluciones a los problemas y necesidades de ciudades, municipios, pueblos y comunidades en todo el país.
El propósito siempre irá hacia el mismo punto: fortalecer y consolidar comunidades científicas y académicas que formen integralmente a los estudiantes, y así dar respuestas a las necesidades del país donde la CUN está presente.

## Himno
Coro
En la Cun nos esforzamos Un futuro nos forjamos En la Cun siempre enseñamos Para triunfar
Estrofa 1
Formemos un mundo mejor Un compromiso con la nación Excelencia en la vida, cada día siendo mejor Líderes en formación pensando en la innovación.
Estrofa 2
Actuar con integridad Con respeto a la humanidad La mujer es el cimiento de nuestro valor social. En la Cun lo puedes lograr,Eres parte de un gran hogar.
Estrofa 3
Aprender es nuestra pasión Formar nuestra vocación Disciplina en la vida, ser feliz siendo mejor Jóvenes de corazón, el momento de ser es hoy.

## Oficina de relaciones Internacionales
La ORI trabaja en el desarrollo de la Internacionalización de la CUN, por medio de movilizaciones académicas y programas de intercambio a nivel mundial.cuenta
La ORI busca alianzas estratégicas con sus pares en otras regiones del mundo, con el fin de fomentar programas que beneficien a la comunidad Cunista (Estudiantes, Docentes, Administrativos y Egresados).

## Rectoría
Jaime Rincón Prado es el actual presidente y rector de la Corporación Unificada Nacional de Educación Superior (CUN). Nacido el 2 de septiembre de 1966 en Bogotá, ha tenido una trayectoria notable tanto en el ámbito empresarial como en el educativo.
Rincón empezó su carrera empresarial con la creación de Servisatélite y Cablecentro, compañías que tuvieron un impacto significativo en el sector de telecomunicaciones en Colombia. Cablecentro, en particular, se convirtió en el operador de cable más grande del país antes de ser vendido a Telmex (ahora Claro).
En el ámbito de la educación superior en Colombia, Rincón ha trabajado para transformar y fortalecer la CUN, una de las diez corporaciones educativas más grandes del país en cuanto a número de estudiantes se refiere. Bajo su liderazgo, este centro de enseñanza ofrece una amplia gama de programas académicos, educación continuada y diplomados, atendiendo principalmente a estudiantes de estratos socioeconómicos bajos. Implementó el método "Educación 335", que permite a los estudiantes obtener tres títulos en tres años y pagarlos en cinco años, facilitando así el acceso a la educación superior.